# 東南院 (奈良県吉野町)

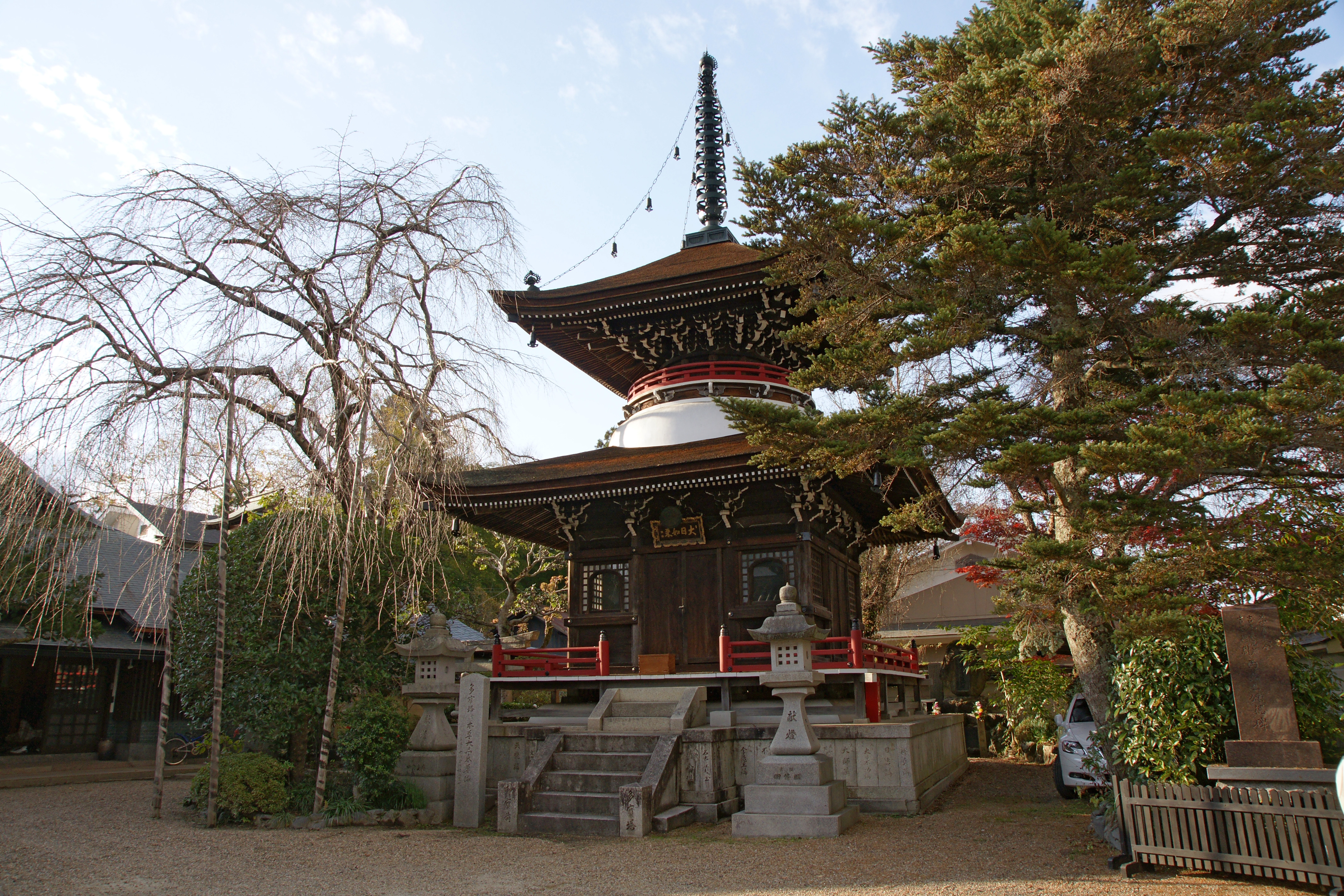
多宝塔

東南院（とうなんいん）は、奈良県吉野郡吉野町吉野山にある金峯山修験本宗の別格本山の寺院。山号は大峯山。本尊は役行者像。大峰山の持護院である。開基は役行者で役行者霊蹟札所でもある。

## 歴史
霊地霊山は、霊地を開くときに中心になる伽藍を建て、そこから巽（東南）の方角に当たる所に寺を建て、一山の安泰と興隆を祈願することから、金峯山寺建立時にその東南に役行者によって建てられたとする。現在は宿坊も営む。
代々に渡って近衛家の帰依を受け、近衛家の祈願所となった。寺紋は近衛家と同じ牡丹である。

## 境内
- 護摩堂
- 多宝塔 - 1937年（昭和12年）に東南院に移されてきたもの。元々は和歌山県海草郡紀美野町の野上八幡宮にあったものであるが、その後、数度移築が行われ、東南院に落ち着いた。
- 稲荷社
- 十三重石塔
- 庫裏
- 宿坊
- 山門

## 文化財

### 奈良県指定有形文化財
- 木造大日如来坐像

## 前後の札所
役行者霊蹟札所

## 交通アクセス
- 近鉄吉野線吉野駅より吉野ロープウェイ乗り換え「吉野山」下車、徒歩約10分

## 寺院周辺
- 金峯山寺
- 桜本坊
- 如意輪寺
- 竹林院
- 吉水神社